# ジャック・シェーファー
ジャック・ワーナー・シェーファー（Jack Warner Schaefer、1907年11月19日 - 1991年1月24日）は、西部劇で知られるアメリカ合衆国の小説家である。代表作は、映画『シェーン』の原作となった小説『シェーン』や、短編小説"Stubby Pringle's Christmas"（スタビー・プリングルのクリスマス、1964年）である。

## 生涯
ジャック・シェーファーは、オハイオ州クリーブランドでドイツ系アメリカ人の弁護士の息子として生まれた。1929年にオーバリン大学を英語を専攻して卒業した。1929年にコロンビア大学大学院に入学して芸術学を專攻し1930年に卒業したが、修士号を取得することができなかった。ユナイテッド・プレスに就職して記者となり、その後、アメリカ東部の新聞や雑誌で編集の仕事を続けた。
1949年、フルタイムで小説の執筆をするために、新聞社の仕事を辞め、1949年に発表した、ワイオミング州を舞台にした小説『シェーン』でデビューした。シェーファー自身はそれまでアメリカ西部に行ったことはなかった。1950年代半ばに、2人目の妻ルイーズとともにコネチカット州からアメリカ西部のニューメキシコ州サンタフェに引っ越した。
1991年にサンタフェで心不全により死去した。

## 私生活
1931年にユージニア・ハモンド・アイブス(Eugenia Hammond Ives)と結婚し、昆虫学者のカール・W・シェーファー（Carl W. Schaefer、1934年 - 2015年）を始めとする三男一女をもうけた。1948年に離婚した後、ルイーズ・ウィルハイド・ディーンズ(Louise Wilhide Deans)と結婚し、3人の娘をもうけた。

## 賞と栄誉
1985年、西部文学協会の功績賞を受賞した。
シェーファーの小説『モンテ・ウォルシュ』は、1970年にリー・マーヴィン主演で映画化され、2003年にはトム・セレック主演でテレビ映画化された。『シェーン』も映画化され、シリーズ化された。

## 書籍
- Shane（英語版） (1949)
- First Blood (1953)
- The Big Range (1953) (short stories)
- The Canyon (1953)
- The Piors (1984) (short stories)
- Out West: An Anthology of Stories (1955) (Editor)
- Company of Cowards (1957)
- The Kean Land and Other Stories (1959)
- Old Ramon (1960)
- Tales from the West (1961)
- Incident on the Trail (1962)
- The Plainsmen (1963) (children's book)
- Monte Walsh (1963)
- The Great Endurance Horse Race: 600 Miles on a Single Mount, 1908, from Evanston, Wyoming, to Denver (1963)
- Shane and other stories (1963) (publ. Andre Deutsch, London)
- Stubby Pringle's Christmas (1964) (children's book)
- Heroes without Glory: Some Goodmen of the Old West (1965)
- Collected Stories (1966)
- Adolphe Francis Alphonse Bandelier (1966)
- New Mexico (1967)
- The Short Novels of Jack Schaefer (1967)
- Mavericks (1967) (children's book)
- Hal West: Western Gallery (1971)
- An American Bestiary (1973)
- Conversations with a Pocket Gopher and Other Outspoken Neighbors (1978)
- Jack Schaefer and the American West: Eight Stories (1978) (edited by C.E.J. Smith)
- The Collected Stories of Jack Schaefer (1985)